# Adnane El Assimi
Adnane El Assimi (en arabe : عدنان العاصمي), né le 1er janvier 1993 à Tétouan, est un footballeur marocain évoluant au poste de gardien de but.

## Biographie
Adnane El Assimi évolue en première division marocaine avec les clubs du Moghreb de Tétouan, de l'Olympique Safi, et du CR Al Hoceima. Il dispute un total de 44 matchs en première division entre 2014 et 2019, pour un total de 68 but encaissés dans ce championnat.